# Angelica saxatilis
Angelica saxatilis là một loài thực vật có hoa trong họ Hoa tán. Loài này được Turcz. ex Ledeb. mô tả khoa học đầu tiên năm 1844.